# یوحنا السلمی
یوحنا السلمی (زبان یونانی: Ἰωάννης τῆς Κλίμακος؛ زاده حدود ۵۷۹ - درگذشته  مارس ۶۴۹) یک راهب بزرگ بود.